# Зречення (телесеріал)
«Зречення» або «Я зрікаюся» (рос. Отречение)  — український мелодраматичний детективний телесеріал 2020 року. Створено кінокомпанією «ТРИ-Я-ДА продакшн» на замовлення каналу «Україна». Режисерами-постановниками виступили Сергій Сотніченко й Антон Гойда. Повторні покази з повним українським дубляжем транслювалися на телеканалі «СТБ».
Прем'єра телесеріалу в Україні відбулася 10 березня 2020 року на каналі «Україна».

## Синопсис
Влад Романенко, що працював оперативником у Дніпрі, дарма що був на гарному рахунку у відділенні поліції, змушений був перебратися до столиці України. У Києві молодого правоохоронця, що має звання капітана, приймають до спецвідділу карного розшуку. Тут розслідують складні та резонансні злочини. Новачок вже незабаром швидко доводить колегам, що його ідеальна пам'ять, гостра спостережливість і вміння в ім'я справедливості діяти не за буквою закону — відмінні якості для поліцейського. Але повністю розкритись заважає тягар минулого.
Ще в юності хлопець розірвав стосунки з батьком, представником кримінального світу, та навіть змінив прізвище на материне дошлюбне. Сталося це після того, як він не зміг стати на шляху батька, за що досі мучиться докором сумління.
Але в дорослому житті не все так просто. Доля зводить його, молодого хлопця, зі своєю колегою — оперативницею Сашею. Після того, як вони закохались одне в одного, минуле Влада нагадує про себе: хлопець більше не зможе удавати, що в нього немає родини.
|  | «Мій герой Владислав володіє хорошими розумовими здібностями, зауважує найдрібніші деталі, що допомагає йому в розслідуваннях. Він цинік по життю, рідко звертає увагу на чиїсь почуття, особливо, якщо це люди не з його кола спілкування. На моє превелике акторське щастя, це не персонаж, який просто закохується і йде до своєї мети. У нього є нюанси, які трапляються в житті, але не завжди є в серіалах», - розповів актор Макар Тихомиров. |

Кожна серія у телесеріалі — окрема детективна історія, сценарій якої був написаний спеціально під реалії сьогодення.

## У ролях
- Макар Тихомиров — Владислав Романенко, оперативник (головна роль)
- Наталія Бабенко — Саша, оперативниця
- Артем Позняк
- Костянтин Войтенко
- Ігор Салімонов
- Роман Жиров
- В'ячеслав Бабенков
- Анастасія Карпенко
- Зоя Барановська
- Олена Оларь — Лілія Заяць
- Аліна Костюкова — Жанна
- Ігор Волосовський — Артем
- Ніна Набока — тітка Маша, прибиральниця
- Роман Марюха — бандит
- Марина Мельяновська — Ліза
- Єлизавета Козлова- Софія
- Олена Ларіна — Катя
- Марк Терещенко — Артем Прилучний
- Дамір Сухов — Станіслав
- Володимир Гончаров — головний лікар

## Виробництво
Фільмування відбувалося у Києві та Київській області.